# Zjednoczenie Niemiec (1866–1871)

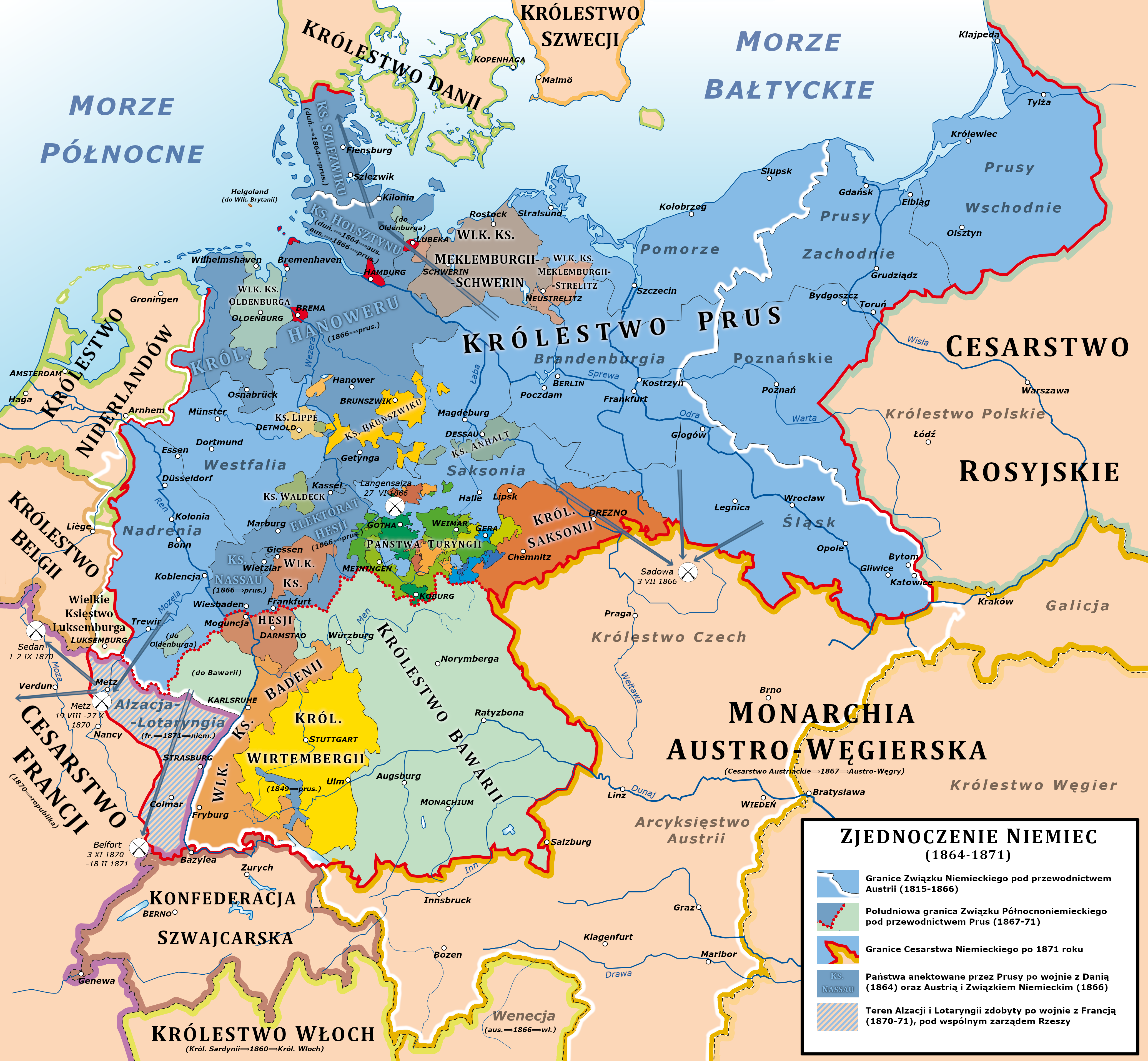
Proces jednoczenia Niemiec przez Prusy w latach 1864–1871

Zjednoczenie Niemiec w latach 1866–1871 – kilkuletni proces jednoczenia państw niemieckich, zakończony proklamacją Cesarstwa Niemieckiego (II Rzeszy).

## Historia
Kongres wiedeński w 1815 roku ustalił podział ówczesnej Europy. Mimo to już w tym okresie istniały silne tendencje zjednoczeniowe wśród niemieckiego społeczeństwa. W miejsce rozwiązanego w 1813 roku Związku Reńskiego utworzono Związek Niemiecki (1815), pod przewodnictwem cesarza Austrii. Wewnątrz niego zarysowywała się stopniowo rywalizacja między Prusami a Austrią.

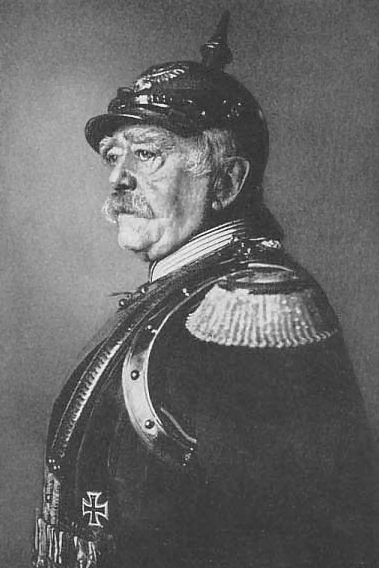
Otto von Bismarck

Wzrost nastrojów zjednoczeniowych przypadł na lata Wiosny Ludów. Zawiązany wtedy ogólnoniemiecki parlament, zwany od miejsca obradowania frankfurckim, podjął po długich debatach decyzję o zjednoczeniu Niemiec pod przewodnictwem Prus (tzw. koncepcja małoniemiecka) i ofiarowaniu korony cesarskiej Fryderykowi Wilhelmowi IV. Król jednak odmówił jej przyjęcia, a w 1850 roku Prusy zostały zmuszone do ponownego uznania zwierzchnictwa Austrii. Stan ten jednak stawał się wraz z upływem czasu anachronizmem. Rzeczywistą przewagę zyskiwały bowiem Prusy, między innymi wskutek szybkiego rozwoju przemysłu i wzrostowi gospodarczemu. Dwie należące do nich prowincje – Nadrenia i Śląsk – to dwa z czterech największych okręgów przemysłowych w Europie. Wzrostowi roli Prus sprzyjał też rozwój powiązań gospodarczych w ramach Niemieckiego Związku Celnego (duży liberalizm gospodarczy), poza którym znajdowała się Austria.

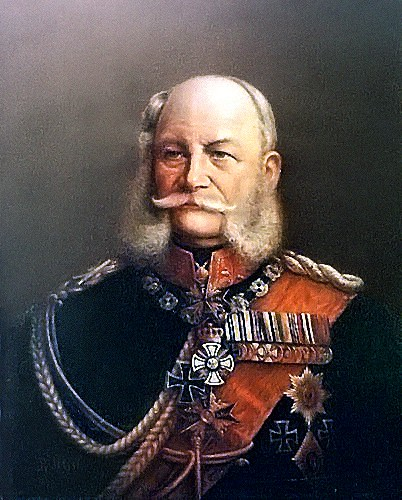
Wilhelm I, pierwszy cesarz niemiecki

W 1862 roku urząd premiera (a także ministra spraw zagranicznych) Prus objął Otto von Bismarck, polityk, który potrafił wykorzystać słabości przeciwników. Rok wcześniej na tronie pruskim zasiadł Wilhelm I Hohenzollern, dotychczas sprawujący regencję w zastępstwie ciężko chorego brata.
Bismarck, który pragnął zjednoczenia ziem niemieckich, zdawał sobie sprawę, że nie obędzie się bez starć zbrojnych. Dlatego też rozpoczął reformy i dążył do unowocześnienia armii pruskiej. Twórcą potęgi armii pruskiej był Helmuth von Moltke. Decyzje Bismarcka budziły nieufność zarówno wśród społeczeństwa, jak i parlamentu. Polityk jednak odrzucał skargi mówiąc: „Nie odpowiadam przed wami, odpowiadam tylko przed królem”.
Austria była groźnym wrogiem, dlatego Bismarck przygotował rozgrywkę militarno-dyplomatyczną mającą na celu kolejno pozyskanie, a później sprowokowanie Austrii do wojny. W 1864 roku umyślnie spowodował konflikt z Danią (wojna duńska 1864 roku), zachęcając i obiecując Austrii wygraną. Tak też się stało. Koalicyjne wojska prusko-austriackie rozbiły duńską piechotę. Zawierając pokój z Danią w tym samym roku, Bismarck przeszedł do kolejnej części swojego planu. Na zdobytych ziemiach, graniczących z Austrią, nakazał mobilizację i ćwiczenia wojsk. Te, naruszając granicę prusko-austriacką, spowodowały wystosowanie w 1866 ultimatum z żądaniami przerwania manewrów wojskowych. Bismarck zignorował dokument, czego efektem w tym samym roku była wojna prusko-austriacka.
Doskonale wyekwipowana i wyszkolona pruska armia, dowodzona przez von Moltkego okazała się zaporą nie do przejścia i w bitwie pod Sadową 3 lipca 1866 roku rozgromiła oddziały austriackie.
Bismarck zaproponował układ pokojowy, który został zawarty w Pradze, w tym samym roku. Wbrew obawom Austrii, premier Prus żądał od niej niewielkiej tylko kontrybucji (40 mln talarów) oraz rozwiązania Związku Niemieckiego. Sprzeciwił się propozycji króla i generalicji, by włączyć do Prus Saksonię i zabrać Austrii Czechy. Nie chciał bowiem uczynić z Austrii nieprzejednanego wroga, tylko wyeliminować z walki o wpływy w Niemczech. Ponadto państwo Habsburgów mogło w przyszłości stać się cennym sojusznikiem. W zamian za to utworzył Związek Północnoniemiecki, na czele którego stanęły Prusy. Pomniejsze państwa niemieckie oraz Bawaria nie uznały zwierzchnictwa Prus, bojkotując układ.

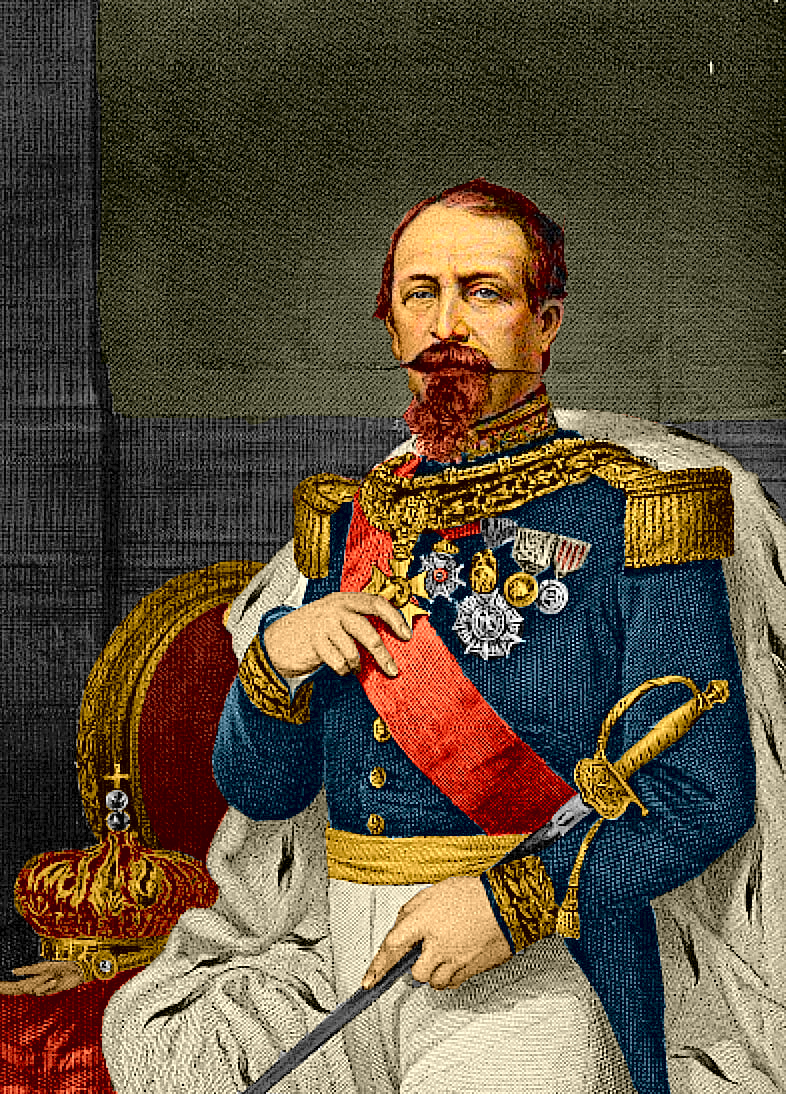
Napoleon III Bonaparte

Na drodze do zjednoczenia Niemiec został jeszcze jeden odwieczny wróg – Francja. Napoleon III nie mógł zgodzić się dobrowolnie na powstanie silnych Niemiec. Od czasów Ludwika XIV rząd francuski wolał mieć na swojej wschodniej granicy kilkanaście niegroźnych państw, aniżeli jedno silne.
Francja bała się osaczenia przez kolejną niemiecką rodzinę (wcześniej z Habsburgami toczyli nieustanną walkę o hegemonię w Europie). W tym okresie tron Hiszpanii pozostawał nieobsadzony, Bismarck zaproponował więc dalekiego krewnego Wilhelma I, z rodziny Hohenzollern-Sigmaringen. Zaniepokojony Napoleon III wysłał do Wilhelma I posłów w celu wyjaśnienia pogłosek. Pruski monarcha, nie wiedząc nic o planach Bismarcka, uspokoił posłów odrzucając niedorzeczne pogłoski. Jednocześnie będąc lojalnym wobec swojego kanclerza, wysłał mu depeszę, w której przedstawił swoją odpowiedź dla Napoleona III. Rozwścieczony takim obrotem spraw Bismarck wykorzystał depeszę i sfabrykował ją tak, iż z treści jej wynikało, że to Francja prosi o obsadę hiszpańskiego tronu przez krewnego Wilhelma I. Kanclerz zadbał, by depesza ta (tzw. depesza emska) trafiła do prasy niemieckiej. Tak też się stało. Wkrótce przedrukowano ją w języku francuskim, wywołując tym samym oburzenie i wojnę wypowiedzianą przez Francję 19 lipca 1870 roku.

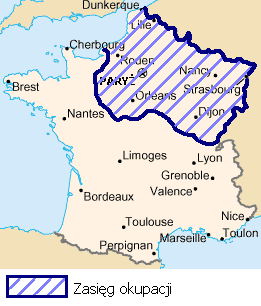
Okupacja niemiecka we Francji po wojnie francusko-pruskiej

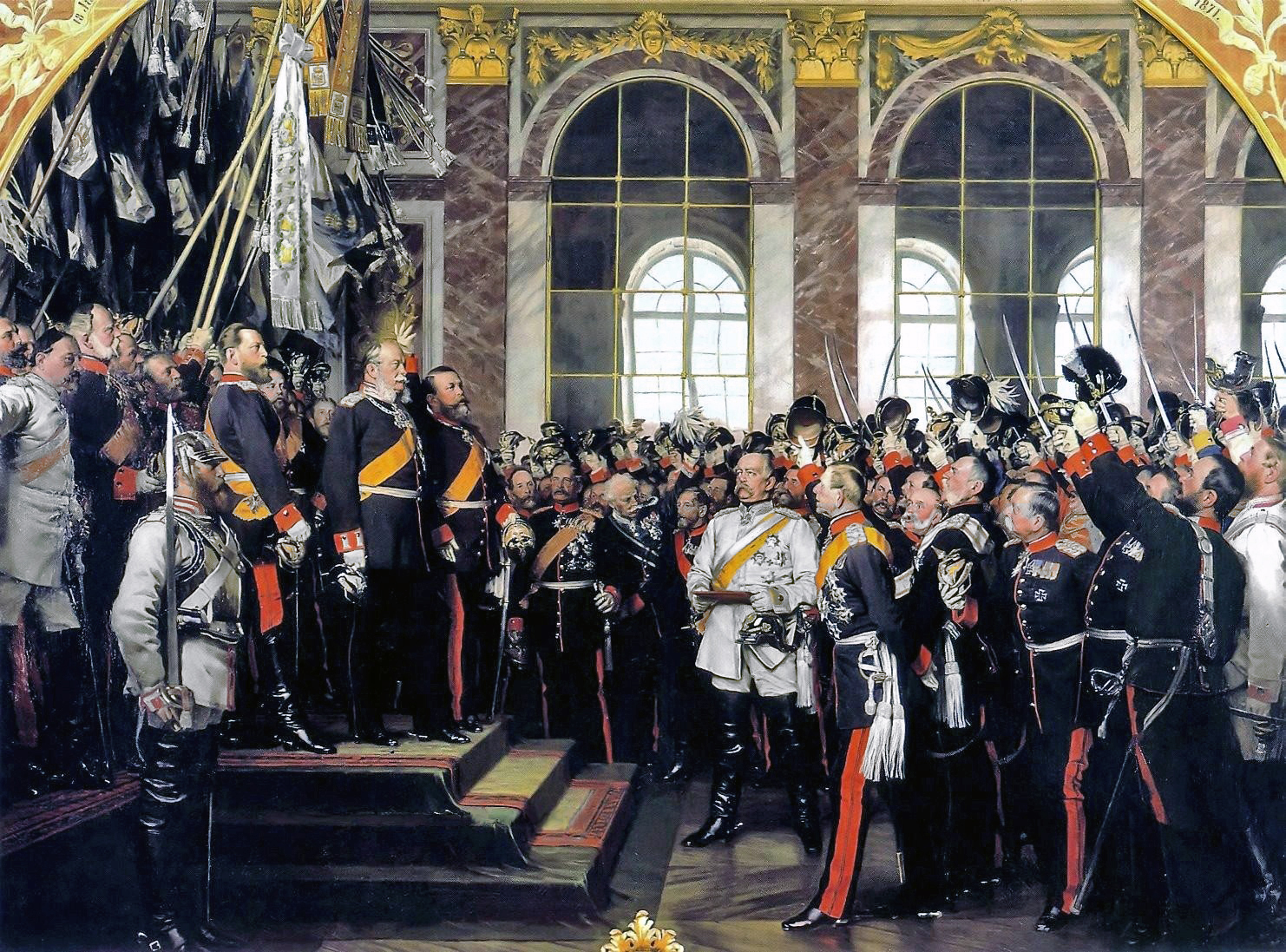
Proklamacja II Rzeszy w Wersalu

Szybka ofensywa armii pruskiej i kapitulacja armii francuskich pod Sedanem i Metzem (oblężenie twierdzy) pozbawiła Francję złudzeń. Upokorzona, musiała podpisać preliminaria pokojowe w Paryżu (początek komuny paryskiej) 26 lutego 1871 roku. Pokój frankfurcki podpisano 10 maja 1871 roku we Frankfurcie nad Menem.
W ramach układu pokojowego, Francja musiała oddać nowo powstałemu Cesarstwu Niemieckiemu bogate i dobrze uprzemysłowione terytoria Alzacji i część Lotaryngii o łącznej powierzchni 14 508 km² oraz zapłacić olbrzymią, jak na tamte czasy, sumę 5 miliardów franków w złocie. Do czasu spłaty kontrybucji wojska niemieckie stacjonowały w północnej Francji, oczywiście na rachunek tejże.
Jeszcze wcześniej, 18 stycznia 1871, w pałacu wersalskim doszło do proklamacji Cesarstwa Niemieckiego, a Wilhelm I został ogłoszony cesarzem niemieckim. W skład zjednoczonych ziem niemieckich nie weszła Austria.